# 耶爾希火山
耶爾希火山（英語：Yersey）是一座位於印度尼西亞小巽他群島的海底火山，目前該火山在舊海圖上被列為活火山。1929年時調查顯示，耶爾希火山頂峰深度為3,800（12,500英尺），位在班達海盆南部的孔巴島-韋塔火山海嶺上。 